# Famille Gilbert de Voisins
La famille Gilbert de Voisins, anciennement Gilbert, est une famille de la noblesse française originaire de Paris dont la filiation remonte à Jean Gilbert, anobli par charge de conseiller secrétaire du roi en 1487.

## Histoire

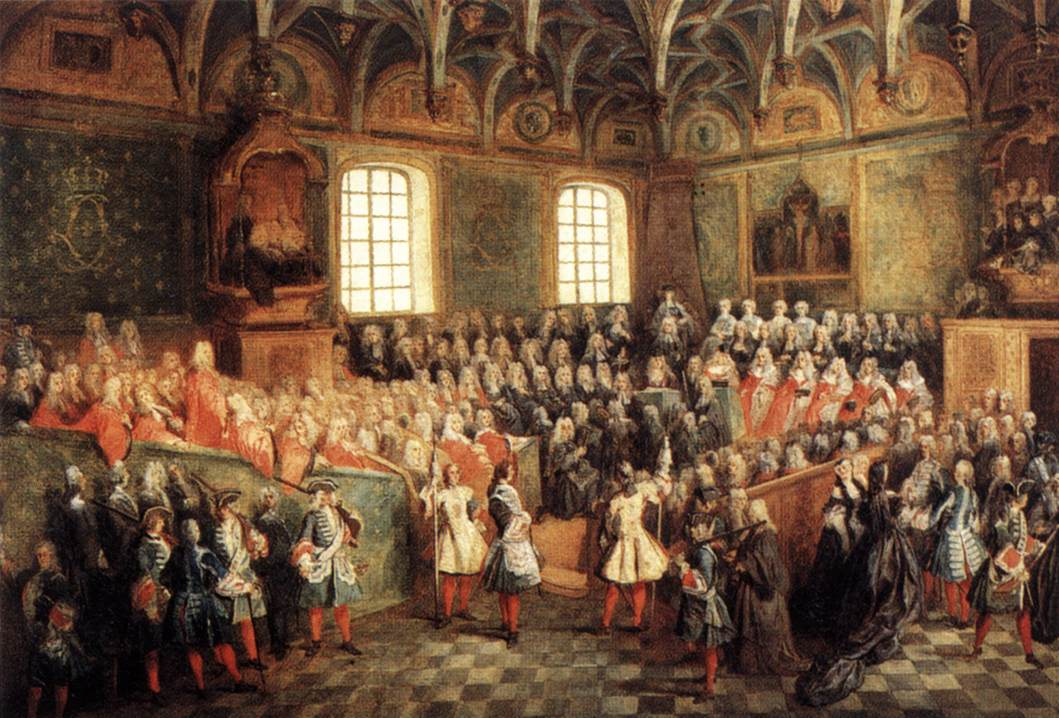
Séance au parlement de Paris en 1723, par Nicolas Lancret, Musée du Louvre.

La famille Gilbert de Voisins, originaire de Paris, est une ancienne famille de noblesse parlementaire anoblie en 1487 par un charge de secrétaire du roi,.
Sa filiation remonte à noble homme Jean Gilbert, seigneur de Villeron, correcteur en la chambre des comptes de Paris en 1483, marié à Françoise Brinon, conseiller secrétaire du roi en 1487. Il fut le père de Pierre Gilbert (†1568), seigneur de Voisins et de la Bretonnière qui de Philippine Roger eut Pierre (ca 1551-ca 1597), conseiller au parlement, gentilhomme ordinaire du roi, dont le fils, autre Pierre (1595-1670), seigneur de Voisins, conseiller au parlement de Paris, marié à Marguerite Bouer, fut le père de Pierre et de Raphaël, auteurs de deux branches.

### Branche aînée
Pierre Gilbert (1630-1679), seigneur de Voisins, conseiller au parlement, épousa en 1656 Élisabeth Petit. leur fils Pierre Gilbert (1656-1730), conseiller puis président au parlement de Paris de 1695 à I730 laissa de Geneviève Dongois Pierre Gilbert de Voisins (1684-1769), chevalier, avocat général au parlement de Paris en 1718, conseiller d’État, premier président au Grand conseil en 1744, allié à Anne Louise Faubert dont il eut Pierre-Paul Gilbert de Voisins (1715-1754), chevalier, seigneur de Médan, président au parlement de Paris en 1746, marié à Marie-Marthe de Cotte dont il eut Pierre Gilbert (1748-1793), chevalier, seigneur de Médan, (dit le marquis de Villènes) qui épousa Anne-Marie de Merle de Beauchamps et en eut Pierre Alexandre Gilbert de Voisins (1773-1843) créé comte de l'Empire en 1815, marié en 1795 à Charlotte Digneron de Beauvoir, d'où postérité.

### Branche cadette
Raphaël Gilbert, écuyer marié en 1667 à Diane Anger de Crapado eut pour fils Pierre François Gilbert de Crapado (1674-1733), commandant pour le roi à la Guadeloupe en 1710, chevalier de Saint Louis, créé comte de Lohéac par lettres patentes de 1733, qui épousa en 1701 Claire du Lyon dont il eut : Pierre-Prudent Gilbert de Véronnes, chevalier, comte de Lohéac, marié en  1726 à Gabrielle de Vaultier de Moyencourt dont Pierre-Alexandre Gilbert de Véronnes (né en 1727), marié en 1775 à Claire-Charlotte-Étiennette de Clugny. Sans postérité connue.
L'historien François Bluche a calculé que les Gilbert de Voisins sont liés par cousinage ou parenté indirecte à 71 familles représentées au Parlement de Paris au XVIIIe siècle. Ils ont également des liens avec les familles d'intendants du commerce.

## Personnalités
- Jean Gilbert (†1507) seigneur de Villeron, secrétaire du roi en 1487.
- Pierre Gilbert (mort en 1670), seigneur de Voisins, conseiller au parlement de Paris.
- Pierre Gilbert, seigneur de Voisins, conseiller puis président au parlement de Paris de 1695 à I730.
- Pierre-François Gilbert de Crapado (1674-1733), commandant pour le roi à la Guadeloupe en 1710, chevalier de Saint Louis, comte de Lohéac par lettres patentes de 1733.
- Pierre Gilbert de Voisins (1684-1769), chevalier, avocat général au parlement de Paris en 1718, conseiller d’État, premier président au Grand conseil en 1744.
- Pierre-Paul Gilbert de Voisins (1749-1793), chevalier, seigneur de Médan, président à mortier au parlement de Paris en 1746.
- Pierre Paul Alexandre Gilbert de Voisins (1773-1843), comte de l'Empire par décret impérial de 1815, conseiller, puis président à la Cour de cassation, membre du conseil du domaine du roi, conseiller d'État (1815), pair de France (2 juin 1815 et 19 novembre 1831)[7],[8].
- Auguste Gilbert de Voisins (1877-1939), écrivain, grand prix de littérature de l'Académie française en 1926.

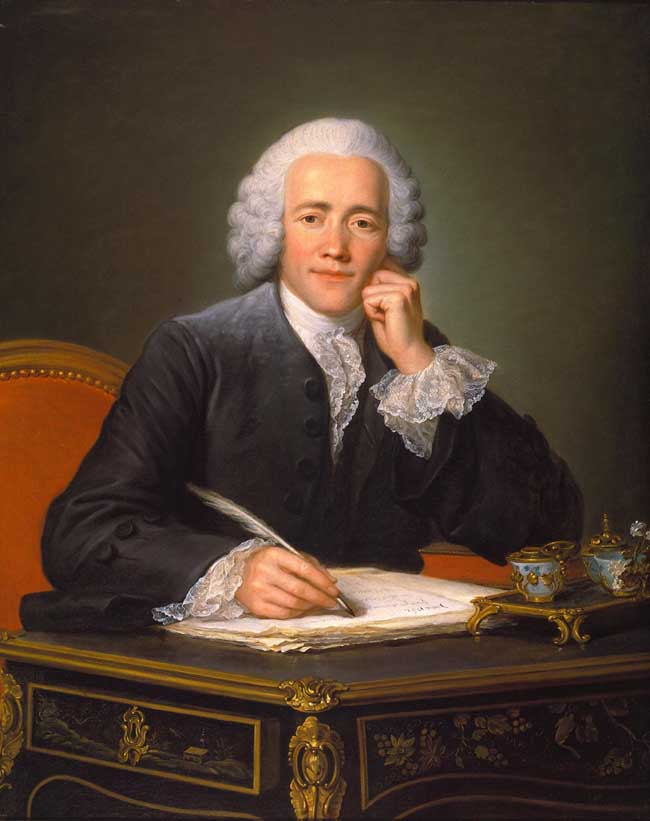
Pierre Gilbert de Voisins (1684-1769), portrait par Guillaume Voiriot.
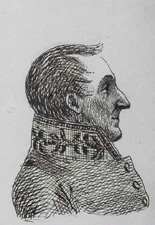
Pierre-Paul-Alexandre, comte Gilbert de Voisins (1773-1843).
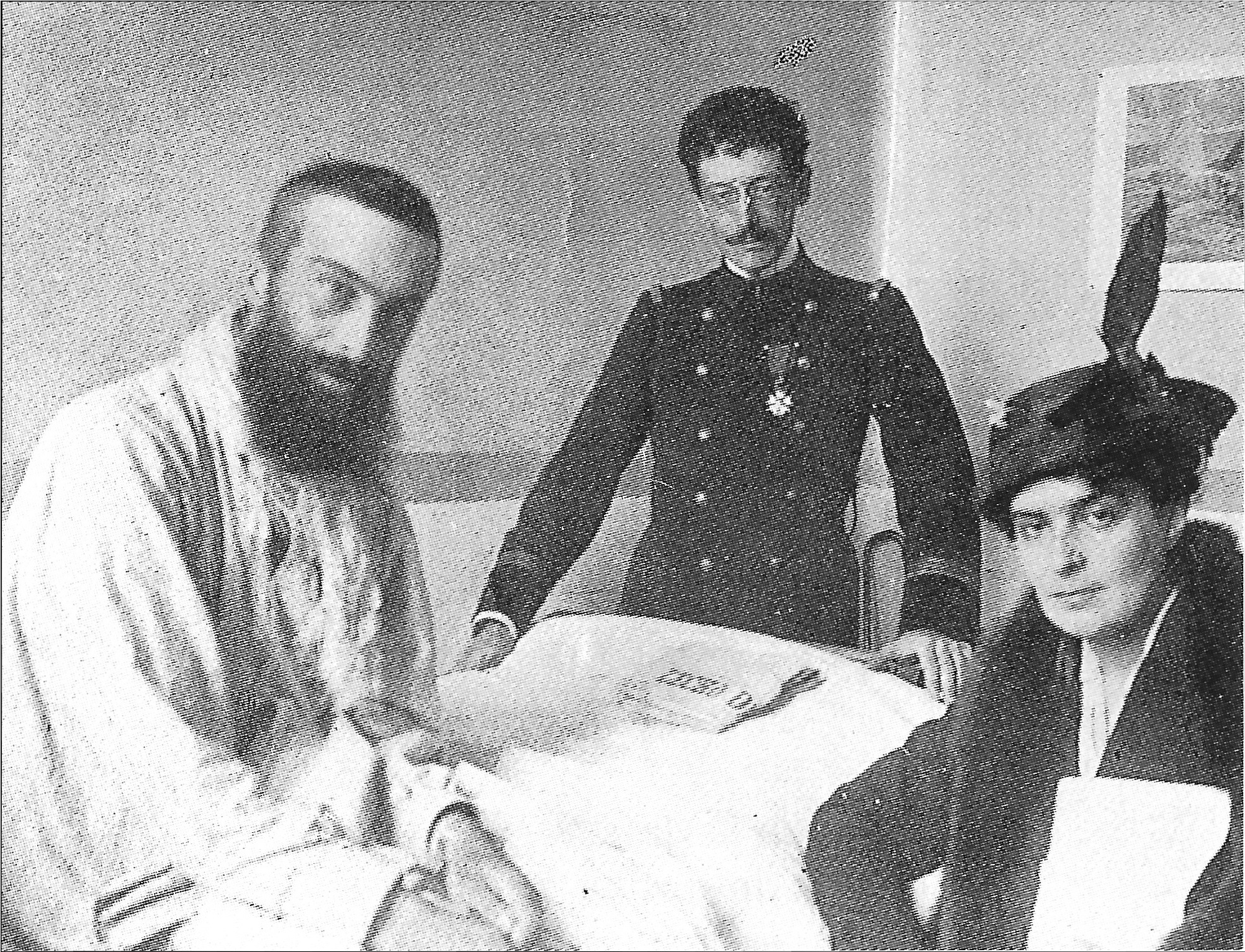
Auguste Gilbert de Voisins (1877-1939).

## Alliances
Les principales alliances de la famille Gilbert de Voisins sont : Brinon, Roger, Bouer, Dongois, Faubert, Petit (1656), Anger de Crapado (1667), (de) Cotte, de Merle de Beauchamps, du Lyon (1701), de Fieubet (1714), de Vaultier de Moyencourt (1726), de Clugny (1775), Digneron de Beauvoir (1795), de Heredia (1915).

## Propriétés
- Domaine et château de Voisins-le-Bretonneux (1490-1693)
- château de Villennes (1683-1801)
- Château de Grosbois (1771-1773)
- Château de Bellegarde (1776-1789) (en 1776, Pierre Paul Gilbert de Voisins (1749-1793), président à mortier au parlement de Paris, achète le marquisat de Bellegarde pour 1,2 million de livres)[9].

## Armes, titres
- D'azur à la croix engrêlée d'argent, cantonnée de 4 croissants d'or[2].
- Comte de l'Empire (1815), titre éteint